# Брошар, Поль
Поль Брошар (фр. Paul Brochart; 22 апреля 1899 — 22 декабря 1971) — бельгийский спортсмен-легкоатлет, спринтер.
Выступал за клуб RFC (Льеж).
Участвовал в трёх летних Олимпийских играх: Антверпене 1920 , Париже 1924 и Амстердаме 1928.
Участвовал в забегах на 100 м, 200 м и в эстафете 4 × 100 м. Брошару ни разу не удалось выйти в финал: лучший результат который он показал в своем олимпийском дебюте — финишировал четвертым в полуфинале на 100 м в пределах десятых долей секунды от третьего места, американца Лорена Мерчисона.
Личные рекорды: 100 м — 10,7 (1923); 200 м — 22.0 (1928).